# Llac Clark
El llac Clark és un llac del sud d'Alaska. Les seves aigües es drenen a través del Llac Six Mile i el riu Newhalen per acabar al Llac Iliamna. Aquest llac fa uns 64 km de llargada i uns 8 km d'amplada.
El nom del Llac Clark prové de John W.Clark, cap de l'establiment comercial de Nushagak el 1891 i el primer americà no nadiu en veure el llac. El nom que li donaven els nadius era Kilchiq-vona, que podria ser un nom iupik amb una terminació atapascana.
El llac Clark està situat dintre el Lake Clark National Park and Preserve.